# Euselasia rhodon
Euselasia rhodon är en fjärilsart som beskrevs av Adalbert Seitz 1913. Euselasia rhodon ingår i släktet Euselasia och familjen Riodinidae. Inga underarter finns listade i Catalogue of Life.